# Racing Club de France
El Racing Club de France es un club polideportivo francés con sede en la ciudad de París.

## Historia
El club se funda en París el 20 de abril de 1882 con el nombre de Racing Club. Originalmente era un club de atletismo.
El 21 de noviembre de 1885 el Racing Club cambia su nombre a Racing club de France (RCF).
La sección de waterpolo desaparece del club en 1997 y vuelve a surgir en 2008.

## Deportes del club
En el club se practican varios deportes:
- Atletismo (desde 1882)
- Bádminton (desde 1937)
- Baloncesto (desde 1922)
- Decatlón (desde 1958)
- Esgrima (desde 1947)
- Fútbol (desde 1896 a 2003)
- Golf (desde 1968)
- Judo (desde 1945)
- Natación (desde 1923)
- Pentatlón moderno (desde 1989)
- Rugby (desde 1892) refundado como Racing Métro 92
- Ski (desde 1942)
- Tenis (desde 1887)
- Triatlón (desde 1984)
- Voleibol (desde 1941)
- Waterpolo

## Palmarés de waterpolo
- 2 veces campeón de la liga de Francia de waterpolo masculino (1951 y 1955)
- 3 veces campeón de la liga de Francia de waterpolo femenino (1983, 1984 y 1985)